# (37454) 4636 P-L
4636 P-L (asteroide 37454) é um asteroide da cintura principal. Possui uma excentricidade de 0.06270430 e uma inclinação de 14.05661º.
Este asteroide foi descoberto no dia 24 de setembro de 1960 por Cornelis Johannes van Houten e Ingrid van Houten-Groeneveld e Tom Gehrels em Palomar.